# Maison des Fossés Tanarès
La maison des Fossés Tanarès est un édifice situé à Argentan, en France.

## Localisation
Le monument est situé dans le département français de l'Orne, au no 7 de la rue des Fossés-Tanarès, à 100 m au sud-ouest du château des Ducs.

## Historique
La maison date du XVe siècle. Il s'agirait d'une ancienne tannerie.

## Architecture
L'édifice est inscrit au titre des Monuments historiques depuis le 29 novembre 1948.